# TSV Hannover-Burgdorf
Maillots
Actualités
Dernière mise à jour : 27 septembre 2021.
Le  Turn- und Sportvereinigung Hannover-Burgdorf est un club de handball allemand, situé à Hanovre en Basse-Saxe.
Le club évolue en 1.Bundesliga depuis 2009

## Histoire

### Les débuts
Le TSV Hannover-Burgdorf a une longue histoire derrière lui. En 1922, le Freien Turnerschaft Burgdorf est créé dans la petite ville de Burgdorf dans la région de Hanovre.
Affilié à une organisation ouvrière, il est dissous en 1933 par les nazis et ses joueurs se répartissent dans les autres clubs de la ville. Un nouveau club est fondé en janvier 1946, le Turn- und Sportvereinigung Burgdorf.
Il évolue dans les ligues régionales jusqu’au début des années 2000 où tout s’accélère. 
Promu en deuxième division en 2004, il ne termine jamais en dessous de la sixième place et accroche sa toute première promotion en Bundesliga à l’issue de la saison 2008-2009, après avoir battu le TV Friesenheim en barrage. En 2004, le TSV s’associe, comme beaucoup d’autres clubs allemands issus de petites villes, avec la grande agglomération voisine, en l’occurrence celle de Hanovre, et devient TSV Burgdorf-Hannover. 
Le club profite ainsi de la Swiss Life Hall (près de 4 460 places).

### Parmi l'élite
Depuis sa montée en Bundesliga en 2009, le TSV connut des débuts difficiles puisque les trois premières saisons, le club termine successivement deux fois quatorzième puis une fois treizième.
Mais après ces saisons, le TSV surprit les cylindrées de la Bundesliga car il termine sur une sixième place, synonyme de campagne européenne en Coupe EHF pour la saison 2013-2014.
Une saison 2013-2014 où le club finit huitième du championnat alors que cette même saison, le TSV participe pour la toute première fois à un Coupe d'Europe, une campagne menée en Coupe EHF qui se finit en phase de groupe puisqu'après avoir battu les suisses du Kadetten Schaffhouse, le TSV tomba dans la pool 1, soit le groupe des Suédois du Lugi HB, des Espagnols du CB Ademar León et des Hongrois du Csurgo KK mais face à ces équipes, le club finit bon dernier avec cinq points.

### Parcours
| Saison    | Division              | Rang     | Coupe d'Allemagne | Europe                  |
| --------- | --------------------- | -------- | ----------------- | ----------------------- |
| 2000-2001 | 3 : Regionalliga Nord | 3e       | ?                 | N.Q.                    |
| 2001-2002 | 3 : Regionalliga Nord | 5e       | 3e tour           | N.Q.                    |
| 2002-2003 | 3 : Regionalliga Nord | 2e       | 5e tour           | N.Q.                    |
| 2003-2004 | 3 : Regionalliga Nord | 3e       | 2e tour           | N.Q.                    |
| 2004-2005 | 3 : Regionalliga Nord | 1er      | 2e tour           | N.Q.                    |
| 2005-2006 | 2.Bundesliga Nord     | 4e       | 5e tour           | N.Q.                    |
| 2006-2007 | 2.Bundesliga Nord     | 6e       | 2e tour           | N.Q.                    |
| 2007-2008 | 2.Bundesliga Nord     | 5e       | 1/4 de finale     | N.Q.                    |
| 2008-2009 | 2.Bundesliga Nord     | 2e       | 3e tour           | N.Q.                    |
| 2009-2010 | 1.Bundesliga          | 14e      | 3e tour           | N.Q.                    |
| 2010-2011 | 1.Bundesliga          | 14e      | 1/8 de finale     | N.Q.                    |
| 2011-2012 | 1.Bundesliga          | 13e      | 1/4 de finale     | N.Q.                    |
| 2012-2013 | 1.Bundesliga          | 6e       | 1/4 de finale     | N.Q.                    |
| 2013-2014 | 1.Bundesliga          | 8e       | 2e tour           | C3 : Phase de groupes   |
| 2014-2015 | 1.Bundesliga          | 13e      | 1/8 de finale     | N.Q.                    |
| 2015-2016 | 1.Bundesliga          | 7e       | 1/8 de finale     | N.Q.                    |
| 2016-2017 | 1.Bundesliga          | 11e      | 1/4 de finale     | N.Q.                    |
| 2017-2018 | 1.Bundesliga          | 6e       | Finale            | N.Q.                    |
| 2018-2019 | 1.Bundesliga          | 13e      | Demi-finale       | C3 : 1/4 de finale      |
| 2019-2020 | 1.Bundesliga          | 4e       | Demi-finale       | N.Q.                    |
| 2020-2021 | 1.Bundesliga          | 11e      | Demi-finale       | C3 : retrait volontaire |
| 2021-2022 | 1.Bundesliga          | 13e      | 1/8 de finale     | N.Q.                    |
| 2022-2023 | 1.Bundesliga          | en cours | en cours          | N.Q.                    |

1. ↑  C3=Coupe de l'EHF

## Palmarès
- vainqueur de la Regionalliga Nord (D3) en 2005
- deuxième de la 2. Bundesliga en 2009
- Finaliste de la Coupe d'Allemagne en 2018

## Personnalités liées au club

### Entraineurs
- Frank Carstens (de) : de 2007 à 2010
- Aron Kristjánsson (en) : de 2010 à 2011
- Christopher Nordmeyer (de) : de 2011 à 2015
- Jens Bürkle (de) : de 2015 à 2017
- Antonio Carlos Ortega : de 2017 à 2021
  -  Iker Romero : adjoint de 2017 à 2021
- Christian Prokop (de) : depuis 2021

### Joueurs
Parmi les joueurs ayant évolué au club, on trouve :
- Juan Andreu Candau : de 2012 à 2015
- Pavel Atman (en) : de 2017 à 2019
- Fabian Böhm : depuis 2016
- Ilija Brozović : depuis 2017
- Sven-Sören Christophersen (de) : de 2014 à 2018
- Julián Duranona : de 2003 à 2004
- Heiðmar Felixson (de) : de 2004 à 2009 et de 2012 à 2014
- Kai Häfner : de 2014 à 2019
- Ásgeir Örn Hallgrímsson : de 2010 à 2012
- Joakim Hykkerud : de 2012 à 2017
- Rúnar Kárason : de 2013 à 2018
- Timo Kastening (de) : de 2008 à 2020
- Lars Lehnhoff : de 2004 à 2016
- Tamás Mocsai (de) : de 2012 à 2013
- Casper U. Mortensen : de 2016 à 2018
- Morten Olsen : de 2010 à 2013 & 2015 à 2020
- Mait Patrail (de) : de 2012 à 2020
- Piotr Przybecki (de) : de 2009 à 2012
- Nenad Puljezević (de) : de 2009 à 2013
- Erik Schmidt : de 2015 à 2017
- Vasko Ševaljević : de 2013 à 2015
- Tomasz Tłuczyński (de) : de 2005 à 2009
- Alexandre Toutchkine : de 2004 à 2005
- Cristian Ugalde : de 2018 à 2020

## Infrastructures
Le club évolue dans la Swiss Life Hall, d'une capacité de 4 460 places. Ponctuellement, la ZAG Arena, d'une capacité de 10 000 places, peut accueillir des grandes affiches de l'équipe.